# Tinospora
Tinospora es un género con 78 especies de plantas fanerógamas perteneciente a la familia Menispermaceae. Nativo de África tropical y Madagascar. 

## Especies seleccionadas
- Tinospora andamanica Diels
- Tinospora angusta Forman
- Tinospora arfakiana Becc.
- Tinospora bakis Miers
- Tinospora baenzigeri Forman
- Tinospora berneyi F.M.Bailey
- Tinospora buchholzii Engl.
- Tinospora caffra (Miers) Troupin
- Tinospora cordifolia (Willd.) Hook.f. & Thomson
- Tinospora coriacea Beumée ex K.Heyne
- Tinospora curtisii Ridl.
- Tinospora formanii Udayan & Pradeep
- Tinospora megalobotrys K.Schum. & Lauterb.

## Sinónimos
- Fawcettia F.Muell.
- Hyalosepalum Troupin